# Pierre Jolly
Pour les articles homonymes, voir Jolly.
Pierre Jolly, est un militaire de carrière, un homme politique et un résistant, né le 19 juillet 1889 à Souilly (Meuse), décédé le 15 septembre 1981 à Verdun.

## Biographie
Pierre Jolly  fait ses études  à l'École spéciale militaire de Saint-Cyr. Militaire de carrière, fait prisonnier lors de la Seconde Guerre mondiale il sera en tant qu'ancien combattant de la Guerre de 14-18, libéré en 1942. Il prendra sa retraite  à Souilly dans la Meuse où il sera élu maire.
En mars 1944, il est contacté par des résistants FTPF venus du Pas-de-Calais et commandés par Charles Duquesnoy, qui lui proposent de participer à la création puis à la direction des FTP meusiens. Comme responsable départemental des FTP, il travaille en liaison avec le responsable FFI, et fait preuve d'une « grande efficacité ». 
À la Libération, après le décès de Jean Bertrand, alias Agnelet, les FTP proposent sa candidature et obtiennent pour lui le poste de chef d'état-major des Forces françaises de l'intérieur de la Meuse.
Il est par la suite réélu maire de Souilly, puis conseiller général du canton de Souilly.
Aux élections législatives de 1955, il figure sur une liste « d'union des gauches sur le programme de Pierre Mendés-France »